# Seni, Reșetîlivka
Seni (în ucraineană Сені) este un sat în așezarea urbană Reșetîlivka din regiunea Poltava, Ucraina.

## Demografie
Componența lingvistică a localității Seni
     Ucraineană (97,98%)
     Rusă (2,02%)
Conform recensământului din 2001, majoritatea populației localității Seni era vorbitoare de ucraineană (97,98%), existând în minoritate și vorbitori de rusă (2,02%).